# بابكر ديوب (لاعب كرة قدم سنغالي)
بابكر ديوب (بالفرنسية: Babacar Diop)‏ هو لاعب كرة قدم سنغالي في مركز الهجوم، ولد في 21 أكتوبر 1993 في داكار في السنغال. لعب مع كايسري سبور.

## وصلات خارجية
- بابكر ديوب على موقع اتحاد تركيا (لاعب) (الإنجليزية)
- بابكر ديوب على موقع قاعدة بيانات كرة القدم.إي يو (الإنجليزية)
- بابكر ديوب على موقع Soccerway.com (الإنجليزية)
- بابكر ديوب على موقع عالم كرة القدم.نت (الإنجليزية)